# Bamba Dieng
Cheikh Ahmadou Bamba Mbacke Dieng (Pikine, 23 de março de 2000), conhecido apenas por Bamba Dieng, é um futebolista senegalês que atua como atacante. Atualmente, joga pelo Lorient e pela Seleção Senegalesa.

## Carreira
Dieng estreou profissionalmente na temporada 2019–20, atuando pelo Diambars, marcando 12 gols em 14 partidas e conquistando a artilharia do Campeonato Senegalês, que não chegou a ser concluído devido à pandemia de COVID-19.[carece de fontes?]
Seu desempenho chamou a atenção do Olympique de Marseille, que o contratou por empréstimo em outubro de 2020 para inicialmente jogar pelo time reserva. Sua estreia no OM foi pela Copa da França, na vitória por 2 a 0 sobre o Auxerre em fevereiro de 2021, sendo o autor do segundo gol. Ele ainda disputou 5 jogos pela Ligue 1 antes de ser comprado em definitivo por 400 mil euros.

## Carreira internacional
A estreia de Dieng pela Seleção Senegalesa foi em outubro de 2021, na vitória por 4 a 1 sobre a Namíbia, pela segunda fase das eliminatórias africanas para a Copa de 2022.
Convocado para a Copa das Nações Africanas de 2021, ficou de fora da estreia contra a Guiné e também não atuou contra o Zimbábue. Sua estreia na competição foi na partida entre Senegal e Malaui, substituindo Habib Diallo aos 15 minutos do segundo tempo. Nas oitavas-de-final contra Cabo Verde, quando o Senegal já vencia por 1 a 0, entrou no lugar de Sadio Mané aos 25 minutos da segunda etapa e marcou o gol que confirmou a classificação dos Leões da Teranga às quartas-de-final (também o seu primeiro gol pela seleção), também saindo do banco de reservas na vitória por 3 a 1 sobre a Guiné Equatorial.
Foi utilizado ainda na semifinal contra Burkina Faso, em seu único jogo como titular, jogando 78 minutos e marcando o segundo gol, saindo novamente do banco na decisão contra o Egito, que terminou com vitória senegalesa nos pênaltis por 4 a 2.

## Títulos
Seleção Senegalesa
- Copa das Nações Africanas: 2021[11]

### Individuais
- Artilheiro do Campeonato Senegalês de 2019–20 (14 gols)[carece de fontes?]